# Asger Andersen
Asger Heindorff Andersen (født 10. september 1908 i Svendborg, død 1. september 1980) var en dansk maler og billedhugger. Han var elev af Viggo Brandt vinteren 1932- 33. 
Asger Andersen rejste i 1939 til Paris og Marokko for at opsøge kunstens kilder. Efter 1936-45 i Esbjerg at have arbejdet med bl.a. at tegne møbler, tog han skridtet fuldt ud som og blev kunstner. 